# Polnischer Fußballpokal 2010/11

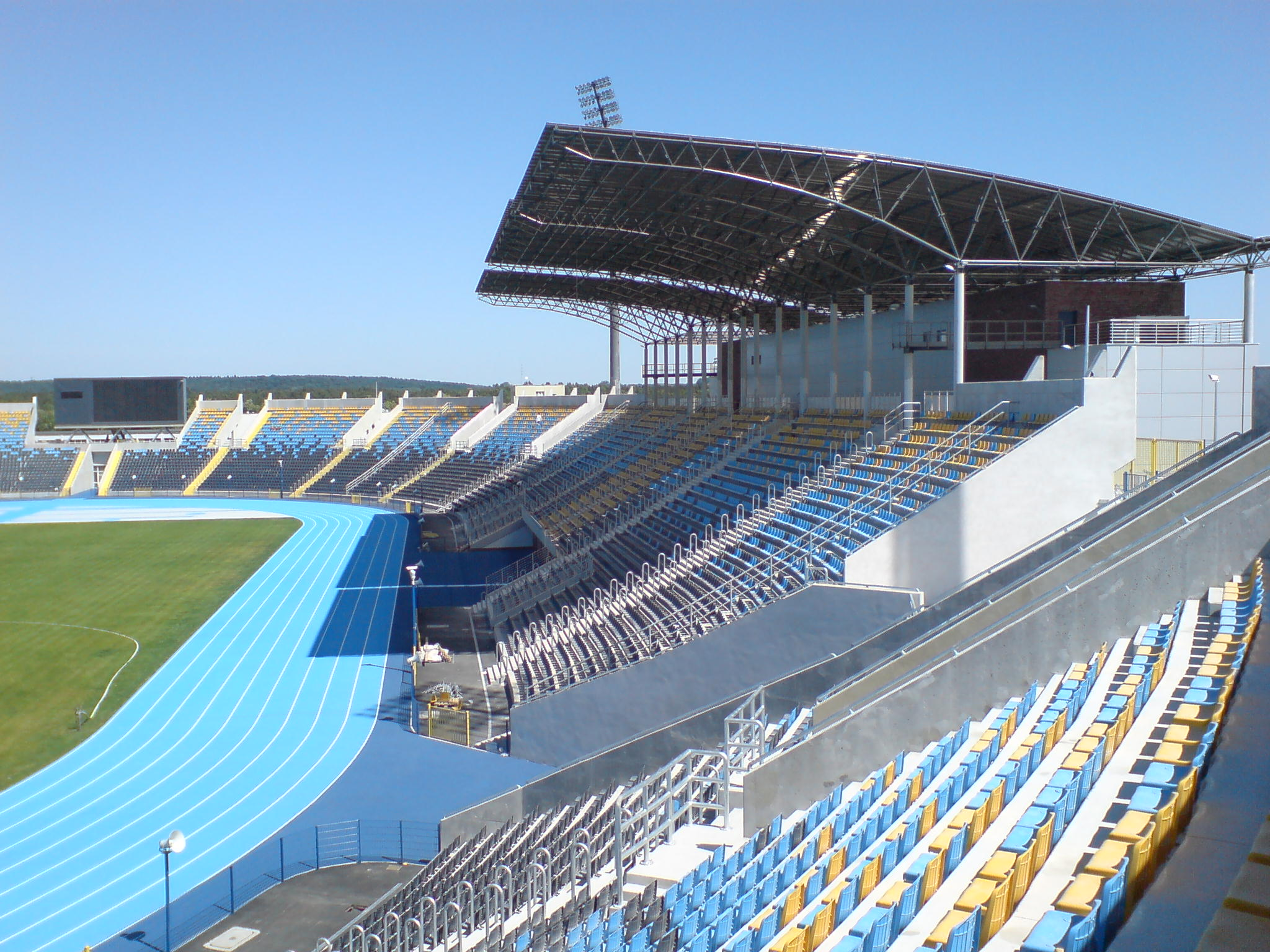
Das Zdzisław-Krzyszkowiak-Stadion in Bydgoszcz, Austragungsort des polnischen Pokalfinales 2011

Der Puchar Polski 2010/11 war die 57. Ausspielung des polnischen Pokalwettbewerbs. Er begann am 21. Juli 2010 mit den ersten Vorrundenspielen und endete am 3. Mai 2011. Austragungsort des Finales war wie im Vorjahr das Zdzisław-Krzyszkowiak-Stadion in Bydgoszcz.
Legia Warschau besiegte im Finale Lech Posen und feierte bei seiner 20. Finalteilnahme zum 14. Mal den Gewinn des nationalen Fußballpokals. Endspielgegner Lech Posen stand in seinem siebenten Finale und verlor dabei zum zweiten Mal. Durch den Pokalgewinn qualifizierte sich Legia für die Teilnahme an der 3. Qualifikationsrunde der Europa League 2011/2012.
Titelverteidiger Jagiellonia Białystok schied im Viertelfinale aus.

## Teilnehmende Mannschaften
Für die Hauptrunde waren folgende 86 Mannschaften qualifiziert:
| Ekstraklasa 16 Vereine der Saison 2009/10 | 1. Liga 18 Vereine der Saison 2009/10 | 2. Liga 36 Mannschaften der Saison 2009/10 | 16 regionale Pokalsieger der Woiwodschaften der Saison 2009/10 |
| Lech Posen Wisła Krakau Ruch Chorzów Legia Warschau GKS Bełchatów Korona Kielce Polonia Bytom Lechia Gdańsk Śląsk Wrocław Zagłębie Lubin Jagiellonia Białystok (TV) KS Cracovia Polonia Warschau Arka Gdynia Odra Wodzisław Piast Gliwice | Widzew Łódź Górnik Zabrze Sandecja Nowy Sącz ŁKS Łódź Pogoń Szczecin MKS Kluczbork Flota Świnoujście KSZO Ostrowiec Świętokrzyski GKP Gorzów Wielkopolski Warta Posen Górnik Łęczna Podbeskidzie Bielsko-Biała GKS Katowice Dolcan Ząbki Wisła Płock Znicz Pruszków Stal Stalowa Wola Motor Lublin | Gruppe Ost: Termalica Bruk-Bet Nieciecza Kolejarz Stróże Resovia Rzeszów Okocimski KS Brzesko Start Otwock Świt Nowy Dwór Mazowiecki Ruch Wysokie Mazowieckie Wigry Suwałki Jeziorak Iława Pelikan Łowicz Olimpia Elbląg Stal Rzeszów OKS 1945 Olsztyn GKS 1962 Jastrzębie Concordia Piotrków Trybunalski Sokół Aleksandrów Łódzki Przebój Wolbrom Hetman Zamość Gruppe West: Ruch Radzionków KS Polkowice Zagłębie Sosnowiec Zawisza Bydgoszcz Nielba Wągrowiec Olimpia Grudziądz Jarota Jarocin GKS Tychy Czarni Żagań Raków Częstochowa Bałtyk Gdynia Polonia Słubice Lechia Zielona Góra Tur Turek Miedź Legnica Elana Toruń Unia Janikowo Ślęza Wrocław | - Ermland-Masuren MKS Korsze - Großpolen Unia Swarzędz - Heiligkreuz Nida Pińczów - Karpatenvorland Stal Sanok - Kleinpolen Helena Nowy Sącz - Kujawien-Pommern Lech Rypin - Lebus Arka Nowa Sól - Lublin Spartakus Szarowola - Łódź MKS Kutno - Masowien Orzeł Wierzbica - Niederschlesien Bielawianka Bielawa - Oppeln Ruch Zdzieszowice - Podlachien Sokół Sokółka - Pommern Kaszubia Kościerzyna - Schlesien Rozwój Katowice - Westpommern Hutnik Szczecin |

## Ausscheidungsspiele zur Vorrunde
Die Ausscheidungsspiele zur Vorrunde fanden zwischen dem 21. und 25. Juli 2010 mit 16 regionalen Pokalsiegern aus den Woiwodschaften und 36 Vereinen der 2. Liga statt.
| Datum      |                          | Ergebnis              |                                |
| ---------- | ------------------------ | --------------------- | ------------------------------ |
| 21.07.2010 | Kaszubia Kościerzyna     | 1:3 n. V.             | Olimpia Grudziądz              |
| 21.07.2010 | Hutnik Szczecin          | 1:5                   | Zawisza Bydgoszcz              |
| 21.07.2010 | MKS Korsze               | 1:4                   | Bałtyk Gdynia                  |
| 21.07.2011 | OKS 1945 Olsztyn         | 2:1                   | Sokół Sokółka                  |
| 21.07.2010 | Lech Rypin               | 2:0                   | Tur Turek                      |
| 21.07.2010 | Unia Swarzędz            | 1:0                   | Polonia Słubice                |
| 21.07.2010 | Arka Nowa Sól            | 0:3                   | Jarota Jarocin                 |
| 21.07.2010 | MKS Kutno                | 1:0 n. V.             | Przebój Wolbrom                |
| 21.07.2010 | Orzeł Wierzbica          | 0:4                   | Wigry Suwałki                  |
| 21.07.2010 | Nida Pińczów             | 0:2                   | Resovia Rzeszów                |
| 21.07.2010 | Bielawianka Bielawa      | 3:1                   | Czarni Żagań                   |
| 21.07.2010 | Ślęza Wrocław            | 10:3 1                | Ruch Zdzieszowice              |
| 21.07.2010 | Rozwój Katowice          | 0:1                   | Concordia Piotrków Trybunalski |
| 21.07.2010 | Stal Sanok               | 13:0 2                | Hetman Zamość                  |
| 21.07.2010 | Sokół Aleksandrów Łódzki | 3:1                   | Jeziorak Iława                 |
| 21.07.2010 | Olimpia Elbląg           | 1:0                   | Ruch Wysokie Mazowieckie       |
| 21.07.2010 | Unia Janikowo            | 0:3                   | Świt Nowy Dwór Mazowiecki      |
| 21.07.2010 | Elana Toruń              | 2:2 n. V. (6:7 i. E.) | Nielba Wągrowiec               |
| 21.07.2010 | Miedź Legnica            | 3:2 n. V.             | Ruch Radzionków                |
| 21.07.2010 | Lechia Zielona Góra      | 1:0 n. V.             | KS Polkowice                   |
| 21.07.2010 | Raków Częstochowa        | 0:2                   | GKS Tychy                      |
| 24.07.2010 | Helena Nowy Sącz         | 13:0 3                | GKS 1962 Jastrzębie            |
| 24.07.2010 | Zagłębie Sosnowiec       | 1:0                   | Pelikan Łowicz                 |
| 24.07.2010 | Start Otwock             | 1:0                   | Okocimski KS Brzesko           |
| 25.07.2010 | Motor Lublin             | 1 0:3 4/ 5            | Stal Rzeszów                   |
| 25.07.2010 | Kolejarz Stróże          | 1:0                   | Termalica Bruk-Bet Nieciecza   |

## Vorrunde
Die Vorrundenspiele mit den Siegern der Ausscheidungsspiele zur Vorrunde fanden am 4. August 2010 statt. MKS Kutno und Świt Nowy Dwór Mazowiecki erhielten ein Freilos für die erste Runde.
| Datum      |                                | Ergebnis              |                     |
| ---------- | ------------------------------ | --------------------- | ------------------- |
| 04.08.2010 | Olimpia Grudziądz              | 1:2                   | Zawisza Bydgoszcz   |
| 04.08.2010 | Bałtyk Gdynia                  | 0:2                   | OKS 1945 Olsztyn    |
| 04.08.2010 | Lech Rypin                     | 2:2 n. V. (2:3 i. E.) | Unia Swarzędz       |
| 04.08.2010 | Jarota Jarocin                 | 1:0                   | Nielba Wągrowiec    |
| 04.08.2010 | Wigry Suwałki                  | 1:0                   | Stal Rzeszów        |
| 04.08.2010 | Concordia Piotrków Trybunalski | 2:2 n. V. (6:5 i. E.) | Resovia Rzeszów     |
| 04.08.2010 | Bielawianka Bielawa            | 1:3                   | Ruch Zdzieszowice   |
| 04.08.2010 | Helena Nowy Sącz               | 1:8                   | Stal Sanok          |
| 04.08.2010 | Sokół Aleksandrów Łódzki       | 0:2                   | Olimpia Elbląg      |
| 04.08.2010 | Zagłębie Sosnowiec             | 1:2 n. V.             | Start Otwock        |
| 04.08.2010 | Miedź Legnica                  | 2:1                   | Lechia Zielona Góra |
| 04.08.2010 | GKS Tychy                      | 3:2                   | Kolejarz Stróże     |

## 1. Runde
Die Spiele der 1. Runde fanden am 24. und 25. August 2010 statt. Es nahmen die 12 Gewinner der Vorrundenspiele sowie MKS Kutno und Świt Nowy Dwór Mazowiecki, die ein Freilos erhalten hatten, teil. Hinzu kamen 17 Mannschaften der 1. Liga. Motor Lublin zog die Teilnahme zurück. Znicz Pruszków erhielt ein Freilos für die 2. Runde.
| Datum      |                                | Ergebnis              |                              |
| ---------- | ------------------------------ | --------------------- | ---------------------------- |
| 24.08.2010 | Jarota Jarocin                 | 1:1 n. V. (4:5 i. E.) | Flota Świnoujście            |
| 24.08.2010 | Miedź Legnica                  | 1:2                   | GKP Gorzów Wielkopolski      |
| 24.08.2010 | MKS Kutno                      | 0:3                   | KSZO Ostrowiec Świętokrzyski |
| 24.08.2010 | Świt Nowy Dwór Mazowiecki      | 1:0                   | MKS Kluczbork                |
| 25.08.2010 | Zawisza Bydgoszcz              | 0:3                   | Widzew Łódź                  |
| 25.08.2010 | OKS 1945 Olsztyn               | 2:1 n. V.             | Warta Posen                  |
| 25.08.2010 | Unia Swarzędz                  | 0:4                   | Pogoń Szczecin               |
| 25.08.2010 | Wigry Suwałki                  | 2:1                   | Górnik Łęczna                |
| 25.08.2010 | Concordia Piotrków Trybunalski | 2:1                   | Stal Stalowa Wola            |
| 25.08.2011 | Ruch Zdzieszowice              | 1:0                   | GKS Katowice                 |
| 25.08.2011 | Stal Sanok                     | 0:3                   | Dolcan Ząbki                 |
| 25.08.2011 | Olimpia Elbląg                 | 1:2 n. V.             | ŁKS Łódź                     |
| 25.08.2010 | Start Otwock                   | 2:2 n. V. (5:6 i. E.) | Podbeskidzie Bielsko-Biała   |
| 25.08.2010 | GKS Tychy                      | 1:0                   | Sandecja Nowy Sącz           |
| 25.08.2010 | Wisła Płock                    | 1:3                   | Górnik Zabrze                |

## 2. Runde
Die Spiele der 2. Runde fanden am 21. und 22. September 2010 statt. Es nahmen die 15 Gewinner der 1. Runde sowie Znicz Pruszków, das ein Freilos erhalten hatte, teil. Hinzu kamen die 16 Mannschaften der Ekstraklasa.
| Datum      |                                | Ergebnis  |                       |
| ---------- | ------------------------------ | --------- | --------------------- |
| 21.09.2010 | Dolcan Ząbki                   | 0:1       | Wisła Krakau          |
| 21.09.2010 | Wigry Suwałki                  | 0:2       | Korona Kielce         |
| 21.09.2010 | GKS Tychy                      | 0:1       | Lech Posen            |
| 21.09.2010 | GKP Gorzów Wielkopolski        | 0:1       | Cracovia              |
| 21.09.2010 | Concordia Piotrków Trybunalski | 0:1       | GKS Bełchatów         |
| 21.09.2010 | Znicz Pruszków                 | 0:1       | Polonia Warschau      |
| 21.09.2010 | ŁKS Łódź                       | 3:0       | Polonia Bytom         |
| 21.09.2010 | Pogoń Szczecin                 | 0:1       | Legia Warschau        |
| 21.09.2010 | Świt Nowy Dwór Mazowiecki      | 0:1       | Śląsk Wrocław         |
| 21.09.2010 | Górnik Zabrze                  | 0:2       | Lechia Gdańsk         |
| 22.09.2010 | Flota Świnoujście              | 0:1       | Jagiellonia Białystok |
| 22.09.2010 | Ruch Zdzieszowice              | 1:3       | Ruch Chorzów          |
| 22.09.2010 | OKS 1945 Olsztyn               | 2:0       | Odra Wodzisław        |
| 22.09.2010 | KSZO Ostrowiec Świętokrzyski   | 2:1 n. V. | Arka Gdynia           |
| 22.09.2010 | Widzew Łódź                    | 1:0 n. V. | Zagłębie Lubin        |
| 22.09.2010 | Podbeskidzie Bielsko-Biała     | 2:0       | Piast Gliwice         |

## 3. Runde
Die Spiele der 3. Runde fanden am 26. und 27. Oktober 2010 statt.
| Datum      |                              | Ergebnis              |                       |
| ---------- | ---------------------------- | --------------------- | --------------------- |
| 26.10.2010 | Korona Kielce                | 0:1                   | Jagiellonia Białystok |
| 26.10.2010 | KSZO Ostrowiec Świętokrzyski | 0:2 n. V.             | Polonia Warschau      |
| 26.10.2010 | Podbeskidzie Bielsko-Biała   | 2:0                   | GKS Bełchatów         |
| 26.10.2010 | Śląsk Wrocław                | 1:2                   | Legia Warschau        |
| 26.10.2010 | ŁKS Łódź                     | 0:0 n. V. (1:3 i. E.) | Lechia Gdańsk         |
| 26.10.2010 | Wisła Krakau                 | 1:0                   | Widzew Łódź           |
| 27.10.2010 | OKS 1945 Olsztyn             | 0:0 n. V. (0:3 i. E.) | Ruch Chorzów          |
| 27.10.2010 | Cracovia                     | 1:4                   | Lech Posen            |

## Viertelfinale
Die Viertel- und Halbfinalspiele wurden in Hin- und Rückspielen ausgetragen. Die erstgenannten Mannschaften hatten zuerst Heimrecht. Die Hinspiele fanden zwischen dem 20. Februar und 2. März 2011, die Rückspiele zwischen dem 2. und 16. März 2011 statt.
|               | Gesamt    |                            | Hinspiel | Rückspiel |
| ------------- | --------- | -------------------------- | -------- | --------- |
| Lech Posen    | (a)2:2(a) | Polonia Warschau           | 0:1      | 2:1       |
| Ruch Chorzów  | 1:3       | Legia Warschau             | 1:1      | 0:2       |
| Lechia Gdańsk | (a)1:1(a) | Jagiellonia Białystok      | 0:0      | 1:1       |
| Wisła Krakau  | 2:3       | Podbeskidzie Bielsko-Biała | 0:1      | 2:2       |

## Halbfinale
Die erstgenannten Mannschaften hatten zuerst Heimrecht. Die Hinspiele fanden am 5. und 6. April 2011, die Rückspiele am 19. und 20. April 2011 statt.
|               | Gesamt |                            | Hinspiel | Rückspiel |
| ------------- | ------ | -------------------------- | -------- | --------- |
| Lech Posen    | 4:3    | Podbeskidzie Bielsko-Biała | 1:1      | 3:2       |
| Lechia Gdańsk | 0:5    | Legia Warschau             | 0:1      | 0:4       |

## Finale
| Lech Posen                                               | Lech Posen | Legia Warschau | Legia Warschau |
| -------------------------------------------------------- | --- | --- | -------------- |
| Lech Posen                                               | \| 3. Mai 2011 in Bydgoszcz (Zdzisław-Krzyszkowiak-Stadion) \| \| Ergebnis: 1:1 n. V. (1:0, 1:0), 4:5 i. E. \| \| Zuschauer: 18.200 \| \| Schiedsrichter: Paweł Gil (Lublin) \| | \| 3. Mai 2011 in Bydgoszcz (Zdzisław-Krzyszkowiak-Stadion) \| \| Ergebnis: 1:1 n. V. (1:0, 1:0), 4:5 i. E. \| \| Zuschauer: 18.200 \| \| Schiedsrichter: Paweł Gil (Lublin) \|                                                                                                  | Legia Warschau |
| Lech Posen                                               | Krzysztof Kotorowski – Grzegorz Wojtkowiak, Bartosz Bosacki, Hubert Wołąkiewicz, Luis Henríquez – Sjarhej Krywez (103. Tomasz Mikołajczak), Dimitrije Injac (69. Semir Štilić), Ivan Đurđević, Rafał Murawski, Jakub Wilk (75. Jacek Kiełb) – Artjoms Rudņevs Cheftrainer: José Mari Bakero | Wojciech Skaba – Jakub Rzeźniczak, Dickson Choto (76. Alejandro Cabral), Iñaki Astiz Ventura (46. Marcin Komorowski), Jakub Wawrzyniak – Manú, Ariel Borysiuk, Ivica Vrdoljak, Miroslav Radović, Maciej Rybus (59. Michał Kucharczyk) – Michal Hubník Cheftrainer: Maciej Skorża | Legia Warschau |
| Lech Posen                                               | 1:0 Dimitrije Injac (29.) | 1:1 Manú (66.) | Legia Warschau |
| Lech Posen                                               | Elfmeterschießen | | Legia Warschau |
| Lech Posen                                               | 0 Bartosz Bosacki 1:1 Semir Štilić 2:2 Artjoms Rudņevs 3:3 Tomasz Mikołajczak 4:4 Hubert Wołąkiewicz | 0:1 Alejandro Cabral 1:2 Marcin Komorowski 2:3 Ivica Vrdoljak 3:4 Jakub Rzeźniczak 4:5 Jakub Wawrzyniak | Legia Warschau |
| Lech Posen                                               | Grzegorz Wojtkowiak, Bartosz Bosacki, Dimitrije Injac, Ivan Đurđević, Jakub Wilk, Artjoms Rudņevs | Jakub Rzeźniczak, Jakub Wawrzyniak, Ivica Vrdoljak, Michal Hubník | Legia Warschau |
| 3. Mai 2011 in Bydgoszcz (Zdzisław-Krzyszkowiak-Stadion) | | |                |
| Ergebnis: 1:1 n. V. (1:0, 1:0), 4:5 i. E.                | | |                |
| Zuschauer: 18.200                                        | | |                |
| Schiedsrichter: Paweł Gil (Lublin)                       | | |                |

Nach dem Schlusspfiff stürmten Hooligans beider Vereine das Spielfeld, demolierten Werbebanden, beschädigten eine Zuschauertribüne und attackierten Fotografen. Die Polizei konnte die Situation erst durch den Einsatz von Wasserwerfern unter Kontrolle bringen.

## Beste Torschützen
Nachfolgend sind die besten Torschützen des polnischen Fußballpokals 2010/11 aufgeführt. Die Sortierung erfolgt nach Anzahl ihrer Treffer, bei gleicher Toranzahl alphabetisch.
| \| Rang \| Spieler \| Verein \| Tore \| \| ---- \| ------------------- \| ------------- \| ---- \| \| 1 \| Gražvydas Mikulėnas \| Wigry Suwałki \| 4 \| \| 1 \| Artjoms Rudņevs \| Lech Posen \| 4 \| |                     |               |      |
| Rang | Spieler             | Verein        | Tore |
| 1 | Gražvydas Mikulėnas | Wigry Suwałki | 4    |
| 1 | Artjoms Rudņevs     | Lech Posen    | 4    |